# Badb

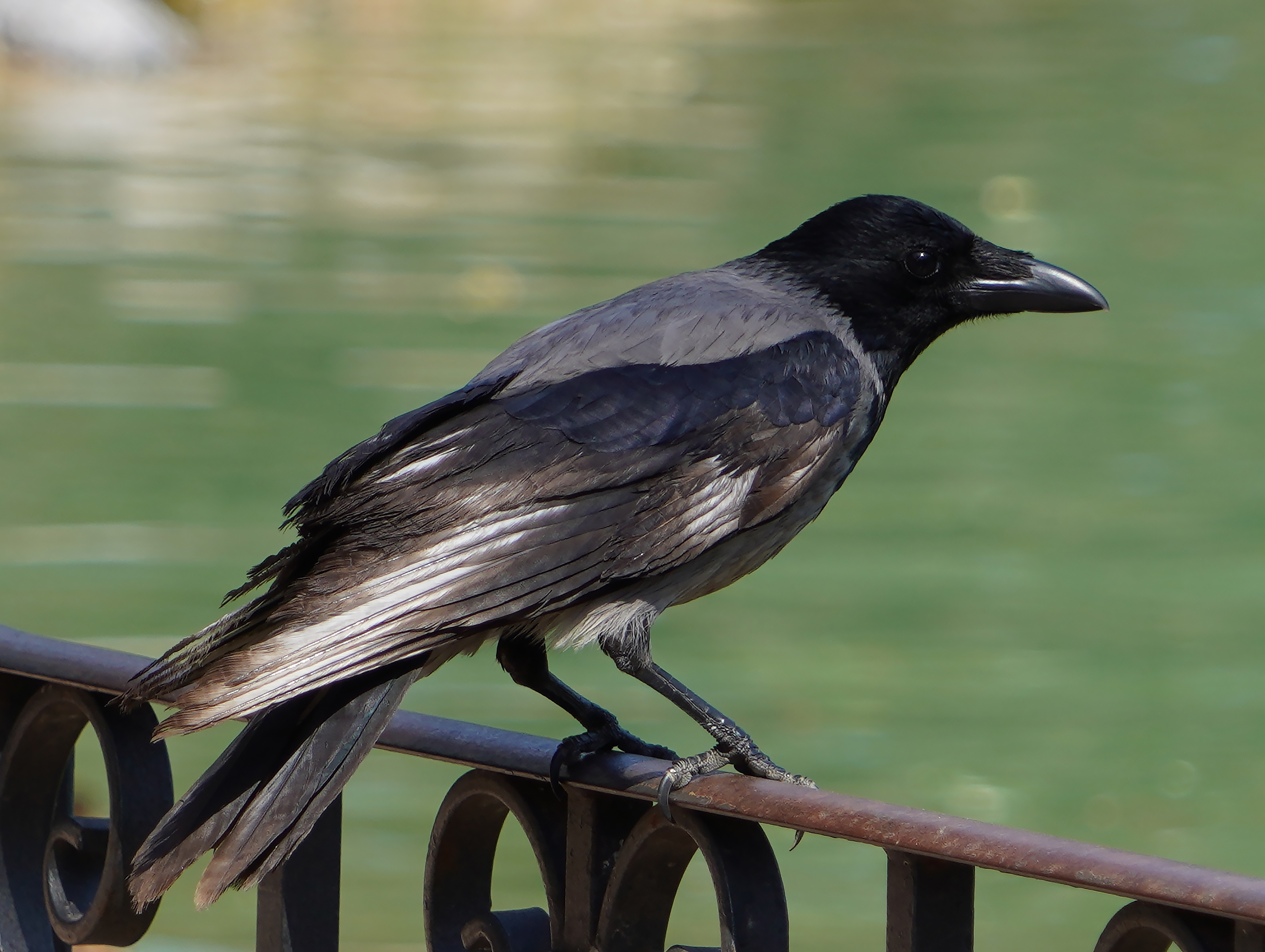
Badb assume solitamente la forma di una cornacchia grigia

Nella mitologia irlandese, la Badb (antico irlandese: ˈbaðβ) o Badhbh (moderno irlandese: ˈbəiv), che significa "corvo" o "avvoltoio", era una dea della guerra che assumeva la forma di un corvo, motivo per il quale era a volte chiamata Badb Catha ("corvo da battaglia"). Spesso causava paura e confusione tra i soldati al fine di spostare l'esito della battaglia a favore dei suoi beniamini. Badb appariva anche prima di una battaglia per anticipare quale sarebbe stato il livello della carneficina, o per predire la morte di qualche persona famosa. A volte lo faceva in mezzo a grida e lamenti, il che ha portato a paragonarla a bean-sídhe.
Assieme alle sue sorelle Macha e Mórrígan, Badb faceva parte del trio di divinità della guerra noto come Morrígna.

## Etimologia
Puntando sulla variante irlandese badhbh ‘cornacchia grigia, fata, sgridare’, l'antica irlandese badb, ‘corvo, demone’, Badba, la gallese bod, ‘aquilone’, il nome gallico Bodv-, in Bodvo-gnatus ed il nome gallese Bodnod, Macbain (1982) ipotizza che *bodwā- derivi da una forma ancestrale di protoceltico. Julius Pokorny (1959:203) crede che si tratti di *badwā- basandosi sugli stessi dati. Sia MacBain (1982) sia Julius Pokorny (1959:203) legano questo elemento al norreno böð, genitivo boðvar, ‘guerra’, ed all'anglosassone beadu, genitivo beadwe, ‘battaglia’, ipotizzando che la parola originaria significasse ‘battaglia’ o ‘conflitto’. Julius Pokorny (1959:203) presenta l'elemento come forma estesa della radice protoindoeuropea *bhedh- ‘perforare, scavare’. A questa radice Pokorny lega anche il sanscrito bádhate, ‘oppresso’, ed il lituano bádas, ‘fame’.
W. M. Hennessy sostiene che il termine bodb o badb in origine significasse rabbia, furia o violenza, e passò poi a indicare una strega, fata o dea, rappresentata nel folclore dal corvo. L'Irish Dictionary di Peter O'Connell del 1819 definisce Badb come un "bean-sidhe, una fata, fantasma o spettro, che si pensa fosse legato ad alcune famiglie, e che appare a volte sotto forma di corvo.

## Rappresentazioni nelle leggende
Nelle leggende irlandesi, Badb era associata alla guerra ed alla morte, ed appariva per preannunciare morti di massa o per partecipare alle battaglie, in cui creava confusione tra i soldati e si nutriva con la discordia nata dal conflitto. Come un presagio di sventura, appare sotto numerose forme. Nel Togail Bruidne Dá Derga diventa una brutta strega che profetizza la caduta di Conaire Mor. Appare con le stesse sembianze in Togail Bruidne Dá Choca per annunciare l'uccisione di Cormac Condloinges, e prende la forma di un "Bean nighe", una donna che blocca il carro di Cormac in un guado, il che era considerato un presagio di morte. Anche le sue lacrime e le grida sono un cattivo presagio. Per questo motivo ha molto in comune con bean-sídhe.
Viene solitamente raffigurata come partecipante attiva alla guerra. I campi di battaglia venivano a volte chiamati "il giardino di Badb". Durante la prima battaglia di Mag Tuired, Badb e le sorelle Macha e Morrígan combatterono a fianco del Túatha Dé Danann. Attraverso l'uso della loro magia, le tre sorelle provocarono paura e confusione nell'esercito Fir Bolg, causando "cumuli compatti di nebbia e una furiosa pioggia di fuoco" ed impedendo ai nemici di restare e riposare per tre giorni e tre notti. Badb gioca un ruolo simile nel Táin Bó Cúailnge, terrorizzando e disorientando le forze della regina Medb, e facendo morire molti sotto le loro armi. Spesso assumeva la forma di un corvo o di una cornacchia urlante, causando terrore in chi la sentiva, e poteva anche essere udita come voce tra i cadaveri della battaglia.
Dopo la sconfitta dei Fomori nella seconda battaglia di Mag Tuired, Badb profetizza una benedizione e la fine del mondo.

## Parentele
Badb è spesso identificata come una delle Morrígna, un trio di dee della guerra irlandesi, nonostante esistano numerose fonti che contraddicono questa ipotesi. Nel Lebor Gabála Érenn Badb, Macha e Morrígan formano la trinità Morrígna e sono definite figlie della dea Ernmas.  Secondo questa versione, sarebbe anche la sorella di Ériu, Banba e Fódla, le tre dee matrone d'Irlanda. Altre opere identificano il trio come figlie del druido Cailitin e di sua moglie.
Il Lebor Gabála Érenn dice anche che Badb è una delle due mogli del dio della guerra Neit. Meno comunemente, viene definita anche moglie del re dei Fomori Tethra.

### Divinità simili
Nel suo ruolo di colei che porta il terrore sui campi di battaglia e predice sciagure, Badb somiglia molto a Nemain, e le due potrebbero anche essere la stessa divinità. Come Badb, Nemain viene definita moglie di Neit, e a volte è elencata tra le tre Morrígna. Gli scrittori usano a volte i loro nomi in modo interscambiabile, facendo pensare che si tratti in realtà di una sola dea. D'altra parte, W.M. Hennessy fa notare che si dice che Badb e Nemain avessero genitori diversi, per cui potrebbero non essere la stessa dea.
Badb sembra anche molto simile alla dea gallica Catubodua, o Bodua.